# 麥克諾特彗星
麥克諾特彗星（英語：Comet McNaught），編號為C/2006 P1，是一顆非週期彗星，由英澳天文學家罗伯特·麦克诺特於2006年8月7日使用南烏普薩拉施密特望遠鏡而發現。它是40多年來最明亮的彗星，在2007年1月和2月，南半球的觀察者可以用肉眼輕鬆看見它。
該彗星的最大視星等估計為-5.5等，是自1935年以來第二明亮的彗星。1月12日，當它到達近日點時，全世界在白天都能夠看見它。它的彗尾估計長7,493.5萬公里，在最高點時橫跨天空35度。
彗星在近日點附近的亮度因前向散射而增大。

## 發現
2006年8月7日，在賽丁泉巡邏系統的例行觀測過程中，透過感光耦合元件影像發現了麥克諾特彗星，該系統旨在搜尋可能對地球造成碰撞威脅的近地天體。這顆彗星位於蛇夫座，亮度非常低，星等約為+17等。從2006年8月到11月，這顆彗星穿過蛇夫座和天蠍座時被拍到和追蹤，亮度逐漸提升，視星等達到+9等，但仍然太暗，無法用肉眼看見。然後，在12月的大部分時間裏，彗星都消失在太陽的光芒中。
之後，人們發現這顆彗星正在迅速變亮，並在2007年1月初達到肉眼可見的亮度。直到1月13日左右，北半球的觀測者都可以看見它，此時彗星位於人馬座及其四周星座。彗星的近日點為1月12日，距離為0.17天文單位（約2,543萬公里）。它離太陽夠近，可以被太陽和太陽圈探測器觀測到。該彗星於1月12日進入太陽和太陽圈探測器的LASCO C3相機的視野 ，並可近乎即時地在網路上觀看。1月16日，彗星離開太陽和太陽圈探測器的視野。。由於距離太陽較近，北半球的地面觀測者只有一小段時間能看見彗星，只有在明亮的黃昏時分才能看見它。
當它在1月12日到達近日點時，它成為自1965年池谷-關彗星以來最明亮的彗星。這顆彗星被Space.com稱為「2007年大彗星」。2007年1月13至14日，估計彗星的視星等達到最大，為−5.5等。1月12日至14日，它的亮度足以在白天，太陽東南方向約5至10度處可見。2007年1月15日，它最接近地球，距離為0.82天文單位（約1.23億公里）。
穿過太陽後，麥克諾特彗星出現在南半球。在澳大利亞，根據發現彗星的庫納巴拉布蘭賽丁泉天文台的說法，彗星亮度理論上將在1月14日日落後達到最大，屆時其可見時間為23分鐘。1月15日，珀斯天文台觀測到這顆彗星，其視星等估計為−4.0等。

## 扇形彗尾
通過近日點後，麥克諾特彗星的塵埃尾呈現了非常特殊的扇形，彗尾末端散開呈現輻射狀；其中最寬的條紋，闊逾10度，長達35度，彎曲超過135度（而滿月的視直徑約是0.5度），與黃道光幾乎重疊。在彗星西下後一至二小時內，仍可看到彗尾；甚至在北半球的一些地區都能觀測到。
麥克諾特彗星的扇形塵埃彗尾成因尚未明瞭；有可能是彗核所噴發出的物質，受太陽風推壓，進而呈現出輻輪的形狀。同樣的現象也發生在1910年一月大彗星（C/1910 A1）、1976年的威斯特彗星以及1965年池谷·關彗星之上。
壯觀旳彗尾在二月上旬起已收細成一小扇形狀，而視亮度亦降至2月10日之4等左右。

## 图片

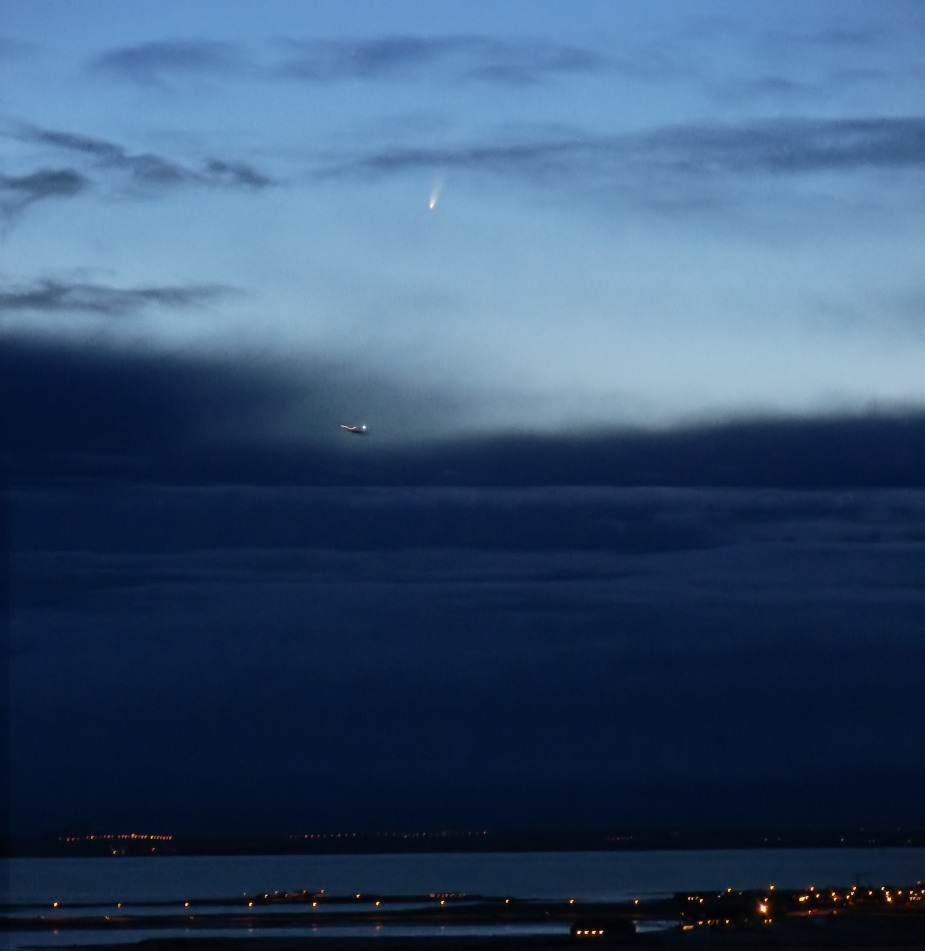
2007年1月9日，冰島上空的彗星。
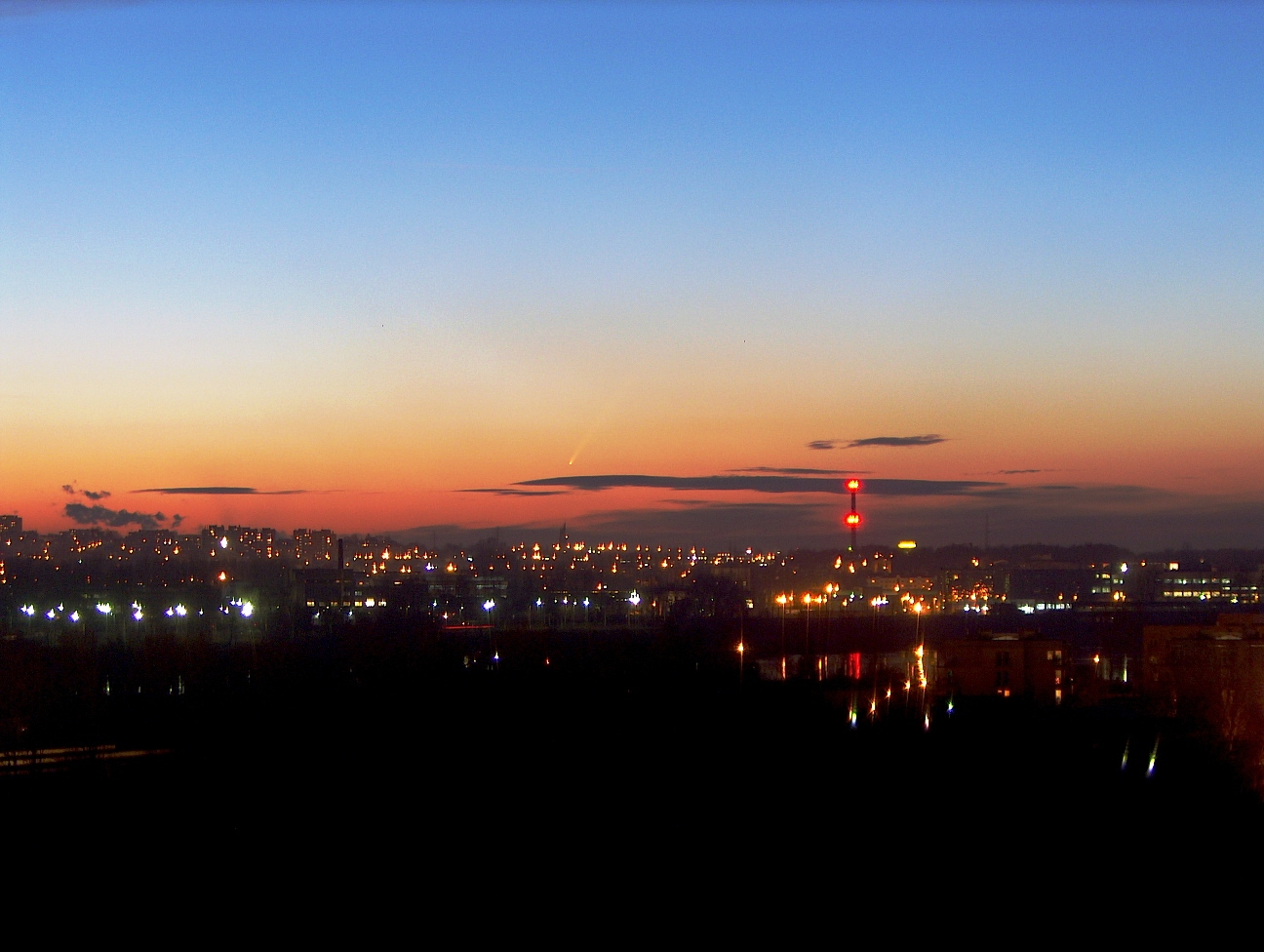
1月10日波蘭上空的麥克諾特彗星。
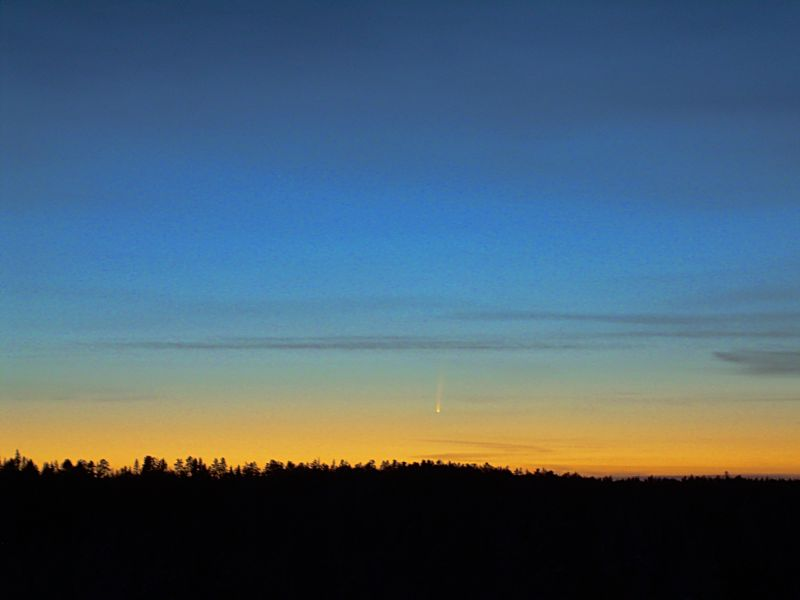
1月11日，瑞典西方的麥克諾特彗星。
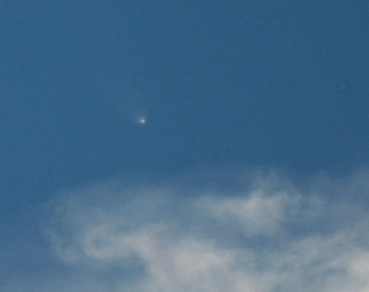
大白天裡的麥克諾特彗星；1月13日午間2時於紐西蘭。
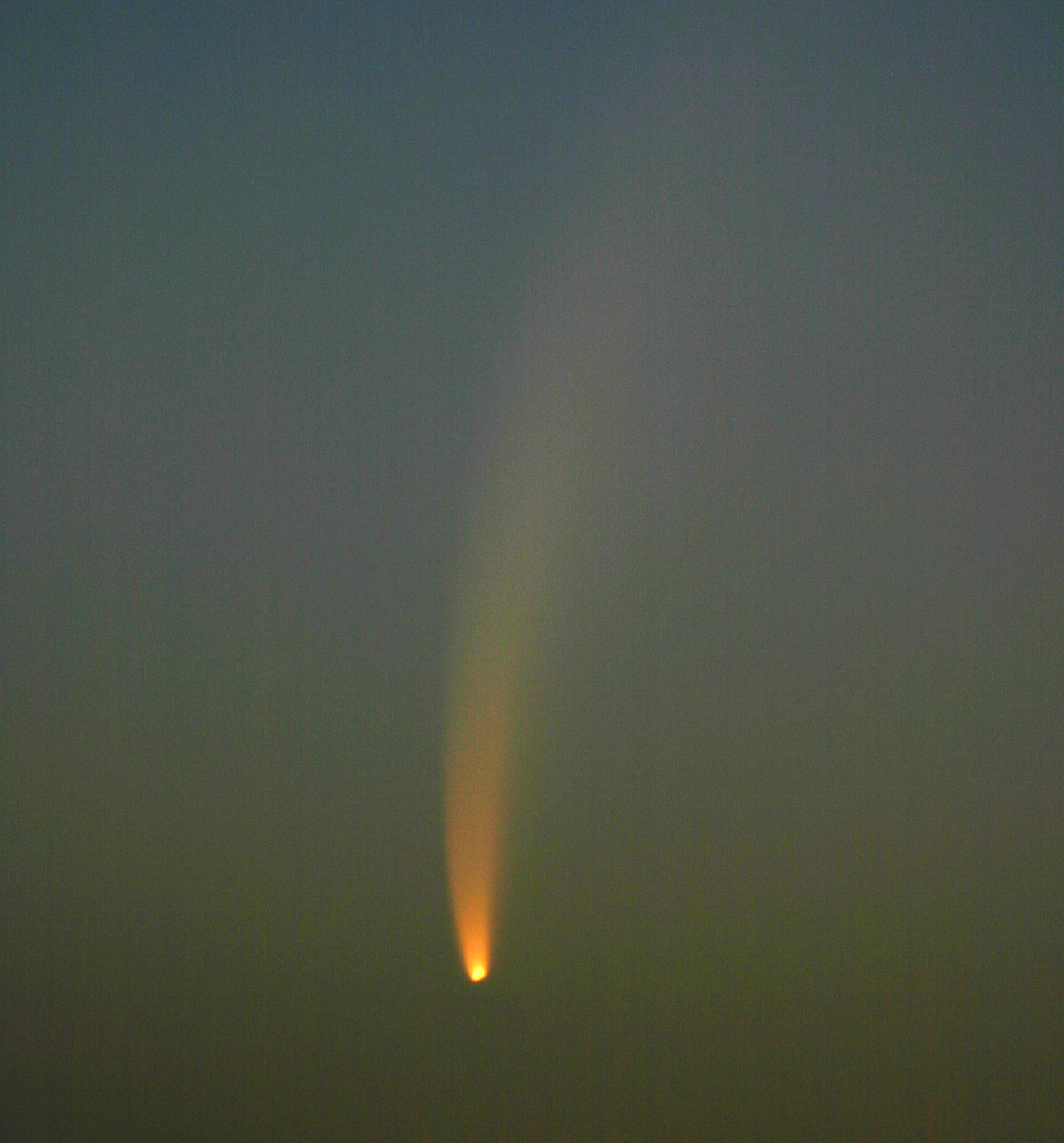
1月17日的彗星。
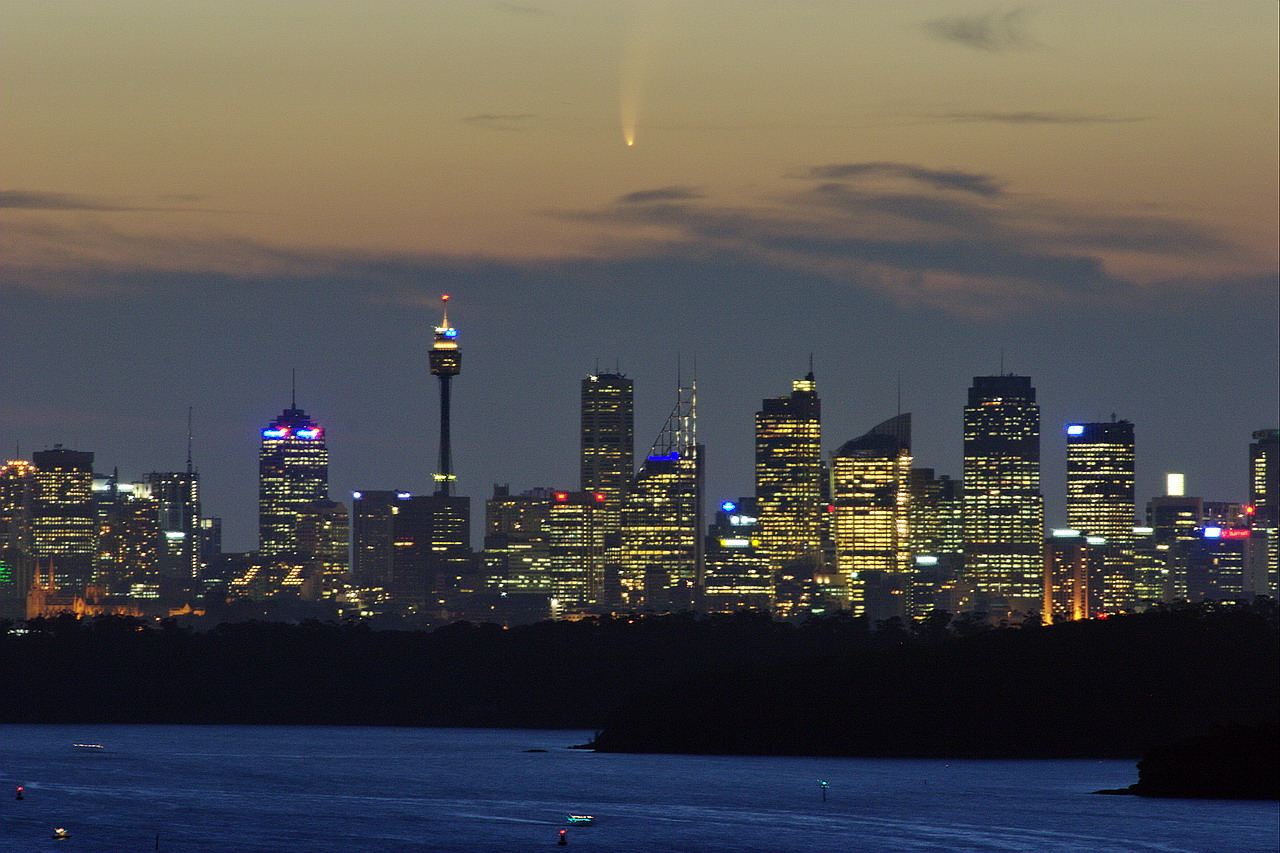
1月16日，雪梨上空的麥克諾特彗星。
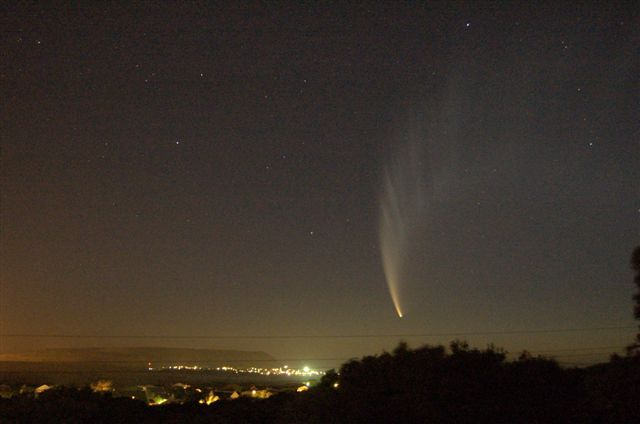
1月20日，南非上空的麥克諾特彗星。
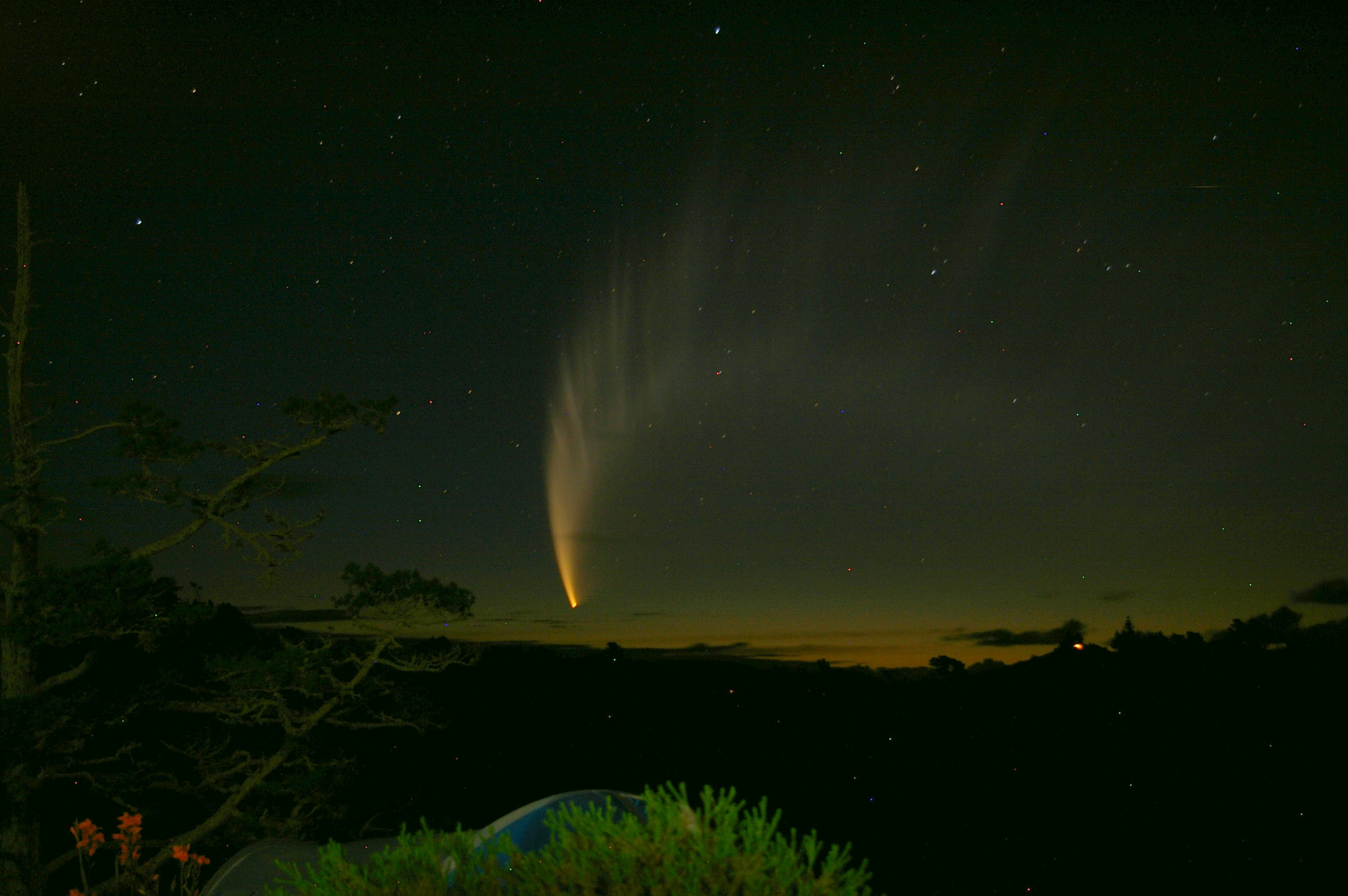
扇形塵尾在長時間曝光下清晰可見；1月20日。

## 外部連結
- 天文愛好者拍攝的麥克諾特彗星彗星照片（页面存档备份，存于）（spaceweather.com）
- 每日一天文圖2007年1月9日
- SOHO prepares for comet McNaught（页面存档备份，存于），2007年1月11日ESA
- 北京天文館在1月11日傍晚拍攝的麥克諾特彗星
- Comet Tail Still Visible Up North[]2007年1月19日天空和望遠鏡雜誌
- 麥克諾特彗星日記（日語），米戶實 著，2007年1月14日起連載